# كوالا كنغسار
كوالا كنغسار هي المدينة الملكية في فيرق في ماليزيا. تقع عند مصب نهر كنغسار حيث تلتقي بنهر فيرق، تقع حوالي 25 كيلومتر (16 ميل) شمال غرب ايبوه، عاصمة فيرق، و 98 كيلومتر (61 ميل) جنوب شرق جورج تاون في بينانق. وهي المدينة الرئيسية في المنطقة الإدارية في كوالا كنغسار. فهو يقع في حوالي 235 كيلومتر من كوالالمبور بماليزيا.
تُعرف كوالا كنغسار أيضًا في التاريخ الماليزي بأنها الموقع الذي انعقد فيه المؤتمر الأول لحكام ولايات الملايو الاتحادية في عام 1897. بحلول تسعينيات القرن التاسع عشر، طغى نمو مدينتي إيبوه وتايبينغ في تعدين القصدير على كوالا كنغسار، لكنها لا تزال حتى يومنا هذا واحدة من أكثر العواصم الملكية الماليزية جاذبية.
تعد المدينة أيضًا موقعًا لأول شجرة مطاطية مزروعة في ماليزيا. الشخص المسؤول كان عالم النبات الإنجليزي هنري نيكولاس ريدلي الذي خدم في مالايا البريطانية، وفي النهاية أصبحت ماليزيا أكبر منتج للمطاط في العالم. لا تزال الشجرة قائمة حتى اليوم.